# Capellenhagen
Capellenhagen ist ein eingegliederter Ortsteil des Fleckens Duingen in der Samtgemeinde Leinebergland im niedersächsischen Landkreis Hildesheim. Er ist Mitglied der Region Leinebergland, ein nach dem Leader-Ansatz gegründeter freiwilliger Zusammenschluss verschiedener Städte und Gemeinden in Südniedersachsen.

## Geschichte
Das Dorf gehörte zu den Besitzungen der Edelherren von Homburg (Vogtei Lauenstein) und wurde in einer Homburger Urkunde 1304 erstmals erwähnt. Mit dem Homburger Erbe fiel es 1409 an die Welfen (Fürstentum Calenberg, Amt Lauenstein) und war von 1433 bis 1523 mit dem Amt Lauenstein an die Bischöfe von Hildesheim verpfändet, die es ihrerseits als Pfand an die Bock von Nordholz und ab 1493 an die von Saldern gaben.

### Name
Der Name oder die Endsilbe Hagen findet sich häufig in Niedersachsen, Westfalen und in den von diesen besiedelten mecklenburgischen Gebieten. Hag leitet sich vom germanischen haga oder hagaz ab und bedeutet Umzäunung, oder Gehege. Es bedeutet auch Schutz wie in hegen und behaglich. Ein Hag war ein von Hecken eingehegtes, eingefriedetes Gelände. Der mittelniederdeutsche Wortbestandteil -ha(a)g(en) in Flur- oder Ortsnamen deutet auf eine solche Siedlungsform hin.

### Eingemeindungen
Im Zuge der Gebietsreform in Niedersachsen, die am 1. März 1974 stattfand, wurde die ehemals selbständige Gemeinde Capellenhagen in die Gemeinde Duingen eingegliedert.
Im Jahre 1977 kam Duingen zum Landkreis Holzminden und wurde 1981 in den Landkreis Hildesheim umgegliedert. Am 1. November 2016 wurde die Samtgemeinde Duingen zur neuen Samtgemeinde Leinebergland fusioniert. Duingen ist dadurch nicht mehr Verwaltungssitz, erhielt aber Außenstellen der neuen Samtgemeinde.

### Einwohnerentwicklung
| Jahr      | 1910  | 1925  | 1933  | 1939  | 1950  | 1956  | 1961   | 1970   | 1973  | 2016  |
| --------- | ----- | ----- | ----- | ----- | ----- | ----- | ------ | ------ | ----- | ----- |
| Einwohner | 274   | 225   | 237   | 245   | 498   | 374   | 302    | 262    | 261   | 141   |
| Quelle    | [ 7 ] | [ 8 ] | [ 8 ] | [ 8 ] | [ 9 ] | [ 9 ] | [ 10 ] | [ 10 ] | [ 1 ] | [ 2 ] |

|  |

## Politik

### Gemeinderat und Bürgermeister
Capellenhagen wird auf kommunaler Ebene von dem Gemeinderat des Fleckens Duingen vertreten.

### Wappen
Der Entwurf des Kommunalwappens von Capellenhagen stammt von dem Heraldiker und Wappenmaler Gustav Völker, der zahlreiche Wappen in der Region Hannover erschaffen hat. Der Gemeinde wurde das Ortswappen am 29. Juni 1938 durch den Oberpräsidenten der Provinz Hannover verliehen. Der Landrat aus Alfeld überreichte es am 29. August desselben Jahres.
| Wappen von Capellenhagen | Blasonierung: „Auf blauem Schild ein schräg nach rechts niedergehendes silbernes Segelflugzeug.“ |
| Wappen von Capellenhagen | Wappenbegründung: Nach dem Ersten Weltkrieg bauten sich zwei Capellenhagener Bauernjungen eigenhändig ein Segelflugzeug, mit dem sie auf den heute weithin bekannten Ithwiesen die ersten Flugproben anstellten, und das in monatelanger, mühevoller Arbeit wahrhaft flugfähig ausgebaut wurde. Damit legten die beiden jungen Männer den Grund zu der heute so bedeutenden Segelfliegerei auf den Wiesen des Ith. Diese so hervorragende Leistung soll in dem Wappen dokumentiert werden. |

## Kultur und Sehenswürdigkeiten

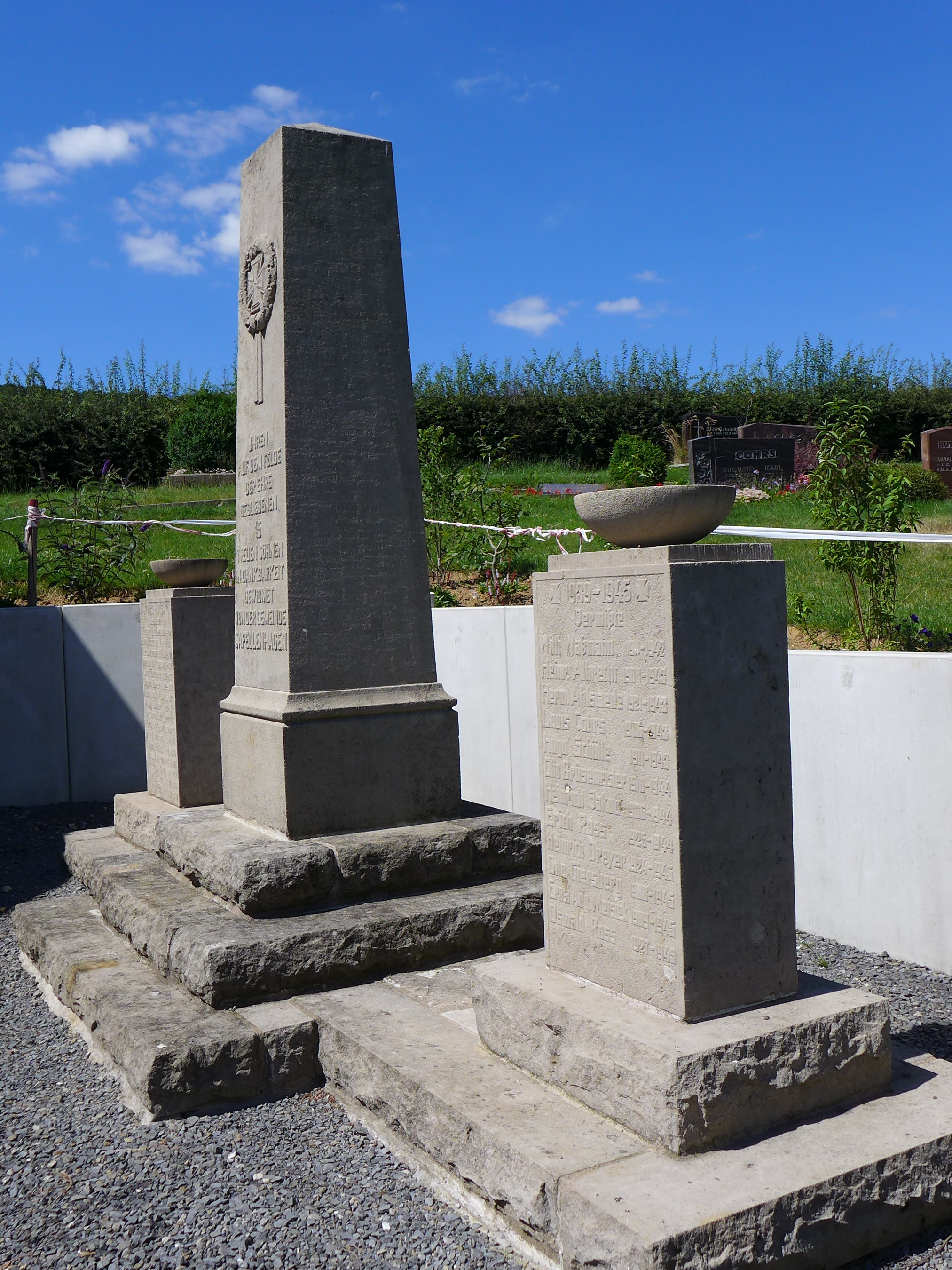
Gefallenenehrenmal (Aufnahme 2020 am neuen Standort)

- Kapelle

Schon 1304 hatte eine Kapelle der Edelherren von Homburg bestanden. Zusätzlich ließ der Hildesheimer Bischof eine Gemeindekapelle errichten und 1319 weihen, die 1671 als abgängig bezeichnet wurde. Ein unter Pastor Johann Heinrich Grupen (amtierend 1708–1731) errichteter Neubau wurde am 1. November 1709 eingeweiht.
Diese 1709 erbaute Allerheiligen-Kapelle in der Dorfmitte an der Ith-Straße ist ein kleiner Eichenfachwerkbau mit verputzten Gefachen auf einem Sandsteinsockel. Das Dach ist als Walmdach mit einem kleinen Dachreiter ausgebildet. Das Innere war früher von zwei Emporen an der Ost- und Westseite sowie einem Kanzelaltar geprägt. Bei einem durchgreifenden Umbau von 1971/72 kam es zur Verlegung des Eingangs sowie zum Abbau der Empore und des Kanzelaltars. Die vorläufig letzte Instandsetzung datiert von 2006.
- Gefallenenehrenmal

Auf dem Friedhof in Capellenhagen am nördlichen Dorfende befindet sich ein Gefallenenehrenmal für die Gefallenen und Vermissten aus dem Ersten und Zweiten Weltkrieg. Das denkmalgeschützte Ehrenmal stand ursprünglich seit 1924 südlich außerhalb des Dorfes an der heutigen Bundesstraße 240 und ist 2018 an den jetzigen Standort transloziert worden. Der Grund für die Umsetzung war die beengte Situation an einer Kurve der Bundesstraße und das resultierende Verbot aus Sicherheitsgründen am alten Standort Volkstrauertag-Veranstaltungen durchführen zu können.